# Argentino Redolfi
Rodolfo Argentino Redolfi (Oliva, 25 de mayo de 1928 - Córdoba, 2 de diciembre de 2013) fue un ajedrecista argentino, subcampeón nacional 1958, gran maestro internacional postal.
Aunque aprendió a jugar tardíamente (a los 16 años) fue quien más veces ganó el campeonato de la provincia de Córdoba: ganó 10 títulos en los años 1952, 1953, 1954, 1956, 1957, 1959, 1960, 1972, 1979 y 1988. (Además, en 1955 mantuvo la corona al no disputarse la competencia).
Llegó a ser subcampeón argentino en 1958, cuando empató el segundo puesto con el gran maestro Oscar Panno. Este resultado le permitió integrar el equipo argentino que participó de la Olimpíada de Ajedrez de Múnich, y que logró la tercera colocación: Herman Pilnik, Erich Eliskases, Panno, Jaime Emma y Héctor Rossetto. 
De sus mejores actuaciones se destaca el cuarto puesto compartido del torneo de Portoroz, que fue ganado por Bent Larsen. Redolfi logró entablar con Olafsson, Taimánov y Eliskases.
Intervino en los torneos internacionales de Mar del Plata 1956, 1959 y 1960, y en el Mundial Universitario por equipos de Varna, Bulgaria. Además, ganó el Primer Torneo del Centro de la República en 1967.
Se inicia en el ajedrez por correspondencia en 1960 y consigue el título de maestro internacional en 1990 y el de gran maestro internacional en 1994. Por ejemplo, ganó el Memorial Eduardo Secchi 1988-1992.